# Usbekischsprachige Wikipedia

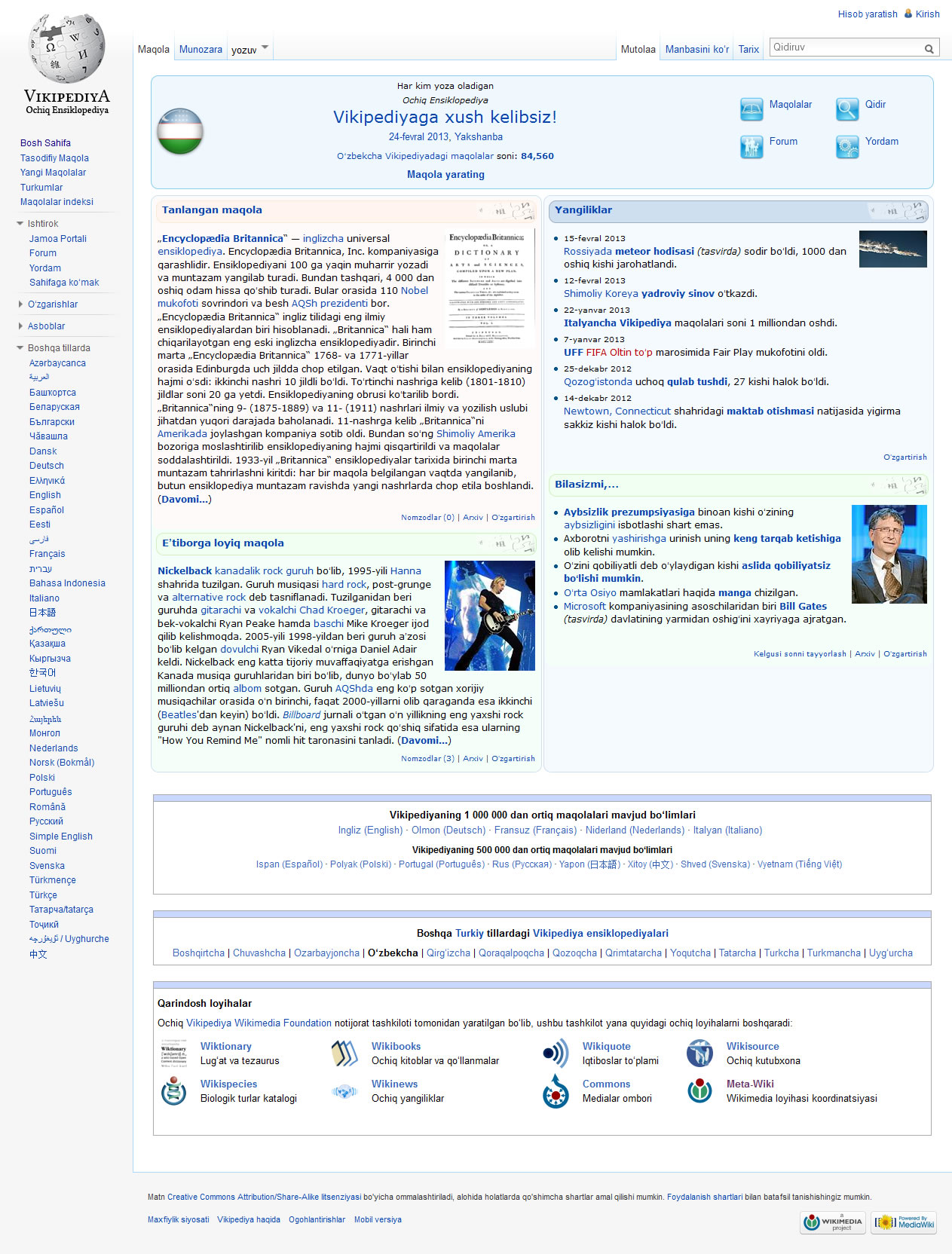
Hauptseite der usbekischsprachigen Wikipedia

Die usbekischsprachige Wikipedia (Oʻzbekcha Vikipediya) ist die Version der Wikipedia in usbekischer Sprache. Sie wurde im Dezember 2003 gegründet.
Mit mehr als 138.000 Artikeln (Stand 2/2022) ist sie auf Platz 60 der Wikipedia-Sprachversionen nach Artikelanzahl. Sie gilt außerdem als die fünftgrößte Version der Wikipedia in den Turksprachen.
Die usbekische Wikipedia wurde Ende 2011 in Usbekistan zeitweilig gesperrt. Derzeit können Benutzer in Usbekistan problemlos auf die usbekische Wikipedia zugreifen.

## Geschichte
Die allererste Bearbeitung erfolgte am 21. Dezember 2003 auf der Hauptseite der Enzyklopädie.

### OzodWiki

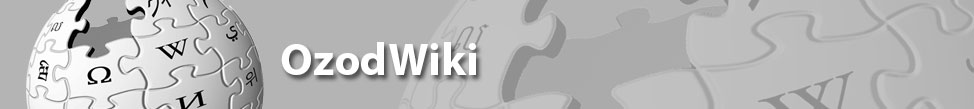
Banner des OzodWiki-Projekts

Im Februar 2014 begann der usbekische Dienst von Radio Free Europe/Radio Liberty, der lokal als „Ozodlik radiosi“ bekannt ist, das OzodWiki-Projekt, um zur Entwicklung der usbekischen Wikipedia beizutragen. Im Rahmen des Projekts wurde eine breite Palette von Artikeln veröffentlicht, darunter Interviews mit aktiven Redakteuren, Rezensionen bestehender Artikel und Lektionen zum Bearbeiten der Wikipedia.

## Statistiken
| Datum             | Artikelanzahl |
| ----------------- | ------------- |
| 15. Januar 2006   | 100           |
| 24. Mai 2006      | 500           |
| 28. Mai 2006      | 1000          |
| 5. Juni 2012      | 10.000        |
| 5. Juli 2012      | 20.000        |
| 31. Juli 2012     | 30.000        |
| 27. August 2012   | 40.000        |
| 8. November 2012  | 50.000        |
| 29. November 2012 | 60.000        |
| 4. Januar 2013    | 70.000        |
| 13. Februar 2013  | 80.000        |
| 10. März 2013     | 90.000        |
| 20. März 2013     | 100.000       |